# Walter Hooper
Walter McGehee Hooper (Reidsville, Carolina del Norte, 27 de marzo de 1931 - 7 de diciembre de 2020) fue un escritor y biógrafo estadounidense, albacea y consejero literario de la herencia de C. S. Lewis.

## Biografía
Nació en Reidsville (Carolina del Norte), obtuvo un M.A. en educación y fue instructor de inglés en la Universidad de Kentucky a comienzo de la década de 1960. Durante su estancia en Inglaterra fue por algún tiempo secretario privado (1963) de Lewis cuando este se encontraba delicado de salud. Después de la muerte de Lewis en noviembre de 1963, Hooper se dedicó a la memoria de Lewis y se radicó en Oxford, Inglaterra.
Hooper estudió para ser ministro anglicano y fue ordenado, trabajando como sacerdote suplente en Oxford. Se convirtió al catolicismo en 1988.
Falleció el 7 de diciembre de 2020 a los 89 años tras complicaciones de COVID-19.

## Obras literarias
Los trabajos y obras de Hopper han sido los de un albacea literario. Estos incluyen:
- C. S. Lewis: A Biography (coautor con Roger Lancelyn Green) (1974)
- Past Watchful Dragons: The Narnian Chronicles of C. S. Lewis (1979)
- Through Joy and Beyond (1982)
- War in Deep Heaven: The Space Trilogy of C. S. Lewis (1987)
- C. S. Lewis: A Companion and Guide (1996)
- C. S. Lewis: A Complete Guide to His Life and Works (1998)

## Premios
Hooper ha sido laureado por la Mythopoeic Society con el Mythopoeic Scholarship Award a estudios sobre los Inklings en tres ocasiones:
- 1972, la segunda vez que se entregaba este premio, al conjunto de su trabajo, sin destacar ninguna obra particular;
- 1996, junto a Roger Lancelyn Green, por C. S. Lewis: A Biography;
- 1999, por C. S. Lewis: A Companion and Guide.